# Ctenomys viarapaensis
Ctenomys viarapaensis es una especie extinguida de roedor caviomorfo del género Ctenomys, cuyos integrantes son denominados comúnmente tuco-tucos o tucu-tucus. Habitó en el centro del Cono Sur de Sudamérica.

## Taxonomía
Descripción original
Esta especie fue descrita originalmente en el año 2020 por Nahuel A. De Santi, Diego H. Verzi, A. Itatí Olivares, Pedro Piñero, Cecilia C. Morgan, Matías E. Medina, Diego E. Rivero y Eduardo P. Tonni. Los especímenes referidos, además del holotipo, son 256 fragmentos craneales, 600 restos mandibulares y 316 fragmentos de incisivos.
Localidad tipo
La localidad tipo referida es: “sitio arqueológico Quebrada del Real 1, en las coordenadas: 31°40′S 64°53′O / -31.667, -64.883, a una altitud de 1914 msnm, meseta de la pampa de Achala, provincia de Córdoba, Argentina”.
Holotipo
El holotipo designado es el catalogado como: MLP 2935, consiste en la porción anterior de un cráneo con los huesos nasales, el arco cigomático derecho y la porción oclusal del incisivo derecho. Se encuentra depositado en la colección del Departamento Científico de Paleontología de Vertebrados del museo de ciencias naturales de La Plata (MLP) Facultad de Ciencias Naturales y Museo (Universidad Nacional de La Plata), ubicado en la ciudad homónima, capital de la provincia argentina de Buenos Aires.
Etimología
Etimológicamente, el término genérico Ctenomys se construye con palabras del idioma griego, en donde: kteis, ktenos significa ‘peine’ y mys es ‘ratón’, en relación con una serie de singulares pelos, rígidos, duros y cortos, que la especie tipo del género exhibe en la parte superior de la base de las uñas de las patas traseras.
El epíteto específico viarapaensis es un topónimo que refiere a Viarapa, nombre con que se conocía durante el siglo XVI a la altiplanicie de la pampa de Achala, la región donde vivía este roedor.

## Edad atribuida
Se le ha postulado una edad correspondiente al SALMA platense (Holoceno medio a tardío), con una antigüedad aproximada de entre 7360 y 360 años AP.

## Caracterización y relaciones filogenéticas
Ctenomys viarapaensis fue diagnosticado sobre la base de 1173 muestras. Se caracteriza por tener una forma mandibular única, con un rostrum amplio, una fosa rostral profunda, una fosa temporal fuerte en los incisivos frontales superiores, marcadamente procumbentes y con esmalte ranurado, y mandíbula con cuerpo bajo, diastema procumbente largo y cresta masetérica descendente. La superficie esmaltada de los incisivos posee fuerte estriado, especialmente la de los incisivos superiores.
Al analizar la variación de la forma craneal y mandibular a través de enfoques morfométrico geométrico y morfológico comparativo, el testeo filogenético obtenido señaló que este animal es el taxón hermano de C. osvaldoreigi; ambos están incluidos en un clado que también contiene a C. leucodon y a C. tuconax, estas 3 formas son especies vivientes.

## Distribución y hábitat
Los restos de este roedor fueron recuperados del sitio arqueológico Quebrada del Real 1, ubicado en la pampa de Achala, una meseta de altura cubierta de pastizales y rocas, situada en una región montañosa de la provincia de Córdoba, en el centro de la Argentina.
La población que componía a la especie se ha extinguido recientemente, siendo la causa principal la presión de caza ejercida por las etnias amerindias con las que cohabitó en esa región.